# Ван дер Вел, Аренд
Аренд Карл ван дер Вел (нидерл. Arend Karl van der Wel; 28 марта 1933, Амстердам — 15 сентября 2013, Дененкамп, Оверэйссел) — нидерландский футболист, игравший на позиции нападающего. Выступал за «Аякс», «Энсхеде» и «Камбюр».
В чемпионате Нидерландов провёл более 250 матчей. С 1997 года работал в «Твенте», занимал должность начальника команды, а с лета 1999 года стал руководить скаутами клуба.

## Клубная карьера
Футболом Аренд начал заниматься в составе клуба «Де Волевейккерс». В 1947 году вместе со своими друзьями Тео де Гротом и Вимом ван дер Зейсом он перешёл в молодёжную команду амстердамского «Аякса».
Спустя пять лет, в возрасте 19 лет Ван дер Вел дебютировал в первой команде. Футбол в Нидерландах тогда всё ещё имел статус полу-профессионального вида спорта. Дебютный сезон в «Аяксе» для Аренда вышел успешным, в сезоне 1952/1953 он забил 13 мячей в 22 играх, став при этом лучшим бомбардиром своей команды. Однако постепенно Аренд перестал попадать в основной состав. В своём последнем сезоне за клуб он забил только 4 гола в 13 матчах.
Покинув «Аякс» в 1955 году Ван дер Вел перешёл в стан клуба «Энсхеде» из одноимённого города.
Летом 1964 года в городе Леуварден был основан новый футбольный клуб «Камбюр». Аренд был одним из первых игроков первого состава в истории клуба.

## Личная жизнь
Отец — Аренд Алберт ван дер Вел, был родом из Амстердама, мать — Шарлотте Люси Анна Дикхофф, родилась в немецком Калау. Родители поженились в 1927 году в Амстердаме — на момент женитьбы отец был токарем. В их семье была ещё дочь Шарлотте Люси Анна. Отец в молодости тоже был футболистом, играл за ЗФК, «’т Гой» и «Де Волевейккерс», а после игровой карьеры стал тренером.
Женился в возрасте двадцати трёх лет — его супругой стала 20-летняя Бернарда Йоханна (Беа) Грит. Их брак был зарегистрирован в октябре 1956 года в Энсхеде. В 1958 году родилась дочь Карин Йоланда, а в 1961 году вторая дочь, но она умерла через две недели. В 1962 году родилась дочь Ренате Люси Ада, а в 1963 году родился сын — Карл Андре, который также был футболистом, но играл только на любительском уровне.
Работал в фонде медицинского страхования. В 2011 году получил звание рыцаря Ордена Оранских-Нассау. В 2012 году его супруга умерла в возрасте 76 лет.
Умер 15 сентября 2013 года в Денекампе в возрасте 80 лет.

## Достижения
«Камбюр»
- Победитель Второго дивизиона Нидерландов: 1964/65